# Patrick Couvreur
Patrick Marie Joseph Couvreur (* 18. Januar 1950) ist ein französischer Pharmakologe und Unternehmer.

## Leben
Couvreur studierte Pharmazie an der Université catholique de Louvain (UCL) im belgischen Löwen, wo er 1975 promoviert wurde. Nach einem Aufenthalt als Postdoktorand an der Eidgenössischen Technischen Hochschule Zürich (1976–1977) kehrte er zurück an die UCL, wo er von 1978 bis 1984 tätig war. 1984 wurde Couvreur Professor für Pharmazeutische Technologie und Biopharmazie an der Universität Paris-Süd. Von 2009 bis 2014 war er Membre Senior (deutsch Senior-Mitglied) des Institut universitaire de France. Von 2009 bis 2010 hatte er einen Lehrstuhl am Collège de France inne.
Patrick Couvreur leitete bis 2019 ein gemeinsam von der Universität Paris-Süd und dem Centre national de la recherche scientifique (CNRS) getragenes Labor, das Institut Galien Paris-Sud (UMR CNRS 8612, inzwischen Institut Galien Paris-Saclay) in Châtenay-Malabry. Seither ist er dort Professor emeritus. Sein Nachfolger als Leiter des Institut Galien wurde Julien Nicolas.

## Leistungen
Patrick Couvreur forscht auf dem Gebiet der Nanomedizin, insbesondere der Vektorisation und der Wirkstofffreisetzung mithilfe von Nanopartikeln. Mit seinem Forscherteam an der Université Paris-Sud gelang es Couvreur, Nanokapseln zu entwickeln, die Krebsmedikamente umhüllen. Dadurch können die Medikamente zu den Krebszellen im menschlichen Körper transportiert werden, wo sie wirksam werden, ohne als Nebenwirkung auch gesundes Gewebe zu schädigen. Im Jahr 1997 gründete er das Unternehmen Bioalliance. Im Jahr 2013 befanden sich die von Couvreur und seinen Mitarbeitern entwickelten Nanomedikamente in klinischen Versuchen der Phase III.

## Preise und Auszeichnungen (Auswahl)
1996 wählte die International Pharmaceutical Federation (IPF) Patrick Couvreur zum Pharmaceutical Scientist of the Year (pharmazeutischen Wissenschaftler des Jahres). 2007 verlieh die IPF ihm die Horst-Madsen-Medaille.
Im Jahr 2013 wurde Patrick Couvreur und seinen Mitarbeitern Barbara Stella, Véronique Rosilio und Luigi Cattel von der Europäischen Patentorganisation für ein im Jahr 2005 angemeldetes Patent der Europäische Erfinderpreis im Bereich „Forschung“ verliehen.
2022 wurde Couvreur zum Mitglied der Academia Europaea gewählt. 2023 erhielt er die Blaise-Pascal-Medaille. Weiterhin ist er auswärtiges Mitglied der National Academy of Medicine und der National Academy of Engineering (USA), der Académie royale de Médecine de Belgique (Belgien) und der spanischen Real Academia Nacional de Farmacia.
In Frankreich wählten ihn 2014 die Académie des sciences und 2015 die Académie nationale de médecine zu ihrem Mitglied. Mit Wirkung vom 1. Januar 2019 wurde er Vize-Präsident der Académie nationale de pharmacie, später wurde er ihr Ehrenvorsitzender.
2017 wurde er Ritter der Ehrenlegion, 2023 Offizier des Nationalen Verdienstordens.